# الموت للنصر (كتاب)
الموت من أجل الفوز: المنطق الاستراتيجي للإرهاب الانتحاري تحليل روبرت بيب عن الإرهاب الانتحاري من وجهة نظر إستراتيجية واجتماعية ونفسية. ويستند إلى قاعدة بيانات جمعها في جامعة شيكاغو، حيث يدير مشروع شيكاغو حول الأمن والتهديدات(CPOST). استنتاجات الكتاب اعتمدت على بيانات من 315 هجمة إرهابية انتحارية حول العالم من 1980 حتى 2003. صنف 301 من هذه العمليات إلى 18 حملة مختلفة من قبل 11 جماعة مسلحة مختلفة. يبدو أنه عزل 14 حملة المتبقية. نُشر كتاب بيب في مايو/أيار 2005، وقد حظي باهتمام الصحافة والجمهور وواضعي السياسات على حدٍ سواء، وقد نال إشادة من أمثال بيتر بيرغن، عضو الكونغرس رون بول (جمهوري - و. تكساس)،  ومايكل شوير.
``الموت من أجل الفوز ينقسم إلى ثلاثة أجزاء، تحليل البعد الاستراتيجي والاجتماعي والنفسي للإرهاب الانتحاري.
يدعي بيب أنه جمع أول "قاعدة بيانات في العالم لكل تفجير وهجوم انتحاري حول العالم من عام 1980 حتى عام 2003 - وهي 315 اعتداء في المجموع "(3). "تظهر البيانات أن هناك علاقة قليلة بين الإرهاب الانتحاري والأصولية الإسلامية، أو أي من ديانات العالم.